# Nicolás Rodríguez (calciatore ottobre 1998)
Nicolás Rodríguez Olivera (Montevideo, 10 ottobre 1998) è un calciatore uruguaiano, difensore del Foggia Incedit.

## Caratteristiche tecniche
È un difensore centrale.

## Carriera
Cresciuto nel settore giovanile della Juventud, ha debuttato in prima squadra il 14 settembre 2019 disputando l'incontro di  Primera División Profesional pareggiato 2-2 contro il Fénix; termina la stagione con 9 presenze nella prima divisione uruguaiana. Tra il 2020 ed il 2021 sempre con il medesimo club gioca invece in totale 10 partite nella seconda divisione uruguaiana. In seguito si trasferisce in Italia, giocando con vari club locali tra Serie D ed Eccellenza.